# Шоффар, Анатоль
Анатоль Шоффар (фр. Anatole Chauffard; 22 августа 1855, Авиньон — 1 ноября 1932, Париж) — французский медик, терапевт, профессор Парижского университета. Доктор наук. Действительный член (с 1902) и президент (с 1923) Национальной медицинской академии в Париже. Политик.

## Биография
Родился в семье главного врача больниц Авиньона, профессора Поля Эмиля Шоффара.
Окончил Парижский факультет медицины. Защитил докторскую степень (1882). Работал врачом в парижских больницах, затем доцентом на Парижском медицинском факультете (с 1886). В 1907 году назначен профессором клинической медицины. Профессор истории медицины и хирургии (1908), служил в больнице Святого Антуана (в 1911). В 1923 году стал президентом Национальной медицинской академии в Париже.

## Научная деятельность
Вслед за О. Минковским описал (1907, совместно с Н. Фиссенже) разновидность гемолитической анемии — наследственный микросфероцитоз (болезнь Минковского — Шоффара), а также пигментный цирроз печени (1882, совместно с В. Ано; синдром Труазье — Ано — Шоффара).
Имя Шоффара носят также форма рака поджелудочной железы, прогрессирующий полиартрит.
В 1908—1909 годах с сотрудниками обнаружил антитела в сыворотке крови больных приобретённой гемолитической анемией. Известен своими исследованиями заболеваний печени, включая желтуху, патофизиологии наследственного сфероцитоза и гемохроматоза.
Участник Лиги французского отечества, политического движения, исповедующего идеи французского национализма.